# 雪山鹑属
雪山鹑属（学名：Anurophasis）是雉科的一属。

## 下属物种
本属包括以下物种：
- Anurophasis monorthonyx Oort, 1910